# Elsinoë canavaliae
Elsinoë canavaliae är en svampart som beskrevs av Racib. 1900. Elsinoë canavaliae ingår i släktet Elsinoë och familjen Elsinoaceae.   Inga underarter finns listade i Catalogue of Life.